# Recorda'm (Star Trek: La nova generació)
"Recorda'm" (títol original en anglès "Remember me") és el cinquè episodi de la quarta temporada de la sèrie de televisió de ciència-ficció estatunidenca Star Trek: La nova generació, i el 79è de tota la sèrie. Es va emetre originalment en redifusió als Estats Units el 22 d'octubre de 1990. Va ser escrit per Lee Sheldon, i dirigit per Cliff Bole.
Ambientada al segle XXIV, la sèrie segueix les aventures de la tripulació de la nau de la Flota Estel·lar de la Federació Enterprise-D sota el comandament del capità Jean-Luc Picard. En aquest episodi, l'oficial mèdic en cap del vaixell, Dra. Beverly Crusher (Gates McFadden), s'adona que els seus amics, i tot rastre d'ells, estan desapareixent.

## Argument
L'USS Enterprise atraca a la base estelar 133, on la doctora Beverly Crusher (McFadden) saluda el seu gran amic i mentor, la doctora Dalen Quaice (Bill Erwin). Després de portar-lo a les seves habitacions, discutint sobre la pèrdua d'antics amics, la Dra. Crusher visita el seu fill alferes Wesley Crusher (Wil Wheaton) a Enginyeria. Wesley intenta crear una bombolla estàtica de curvatura, però l'experiment sembla fallar. Quan l' Enterprise abandona la base estelar, la Dra. Crusher descobreix que la Dra. Quaice està desapareguda, sense cap constància de la seva entrada a bord de la nau. Mentre realitza una prova mèdica al cap del transportista O'Brien (Colm Meaney), s'adona que el seu personal mèdic ha desaparegut; investigacions i discussions posteriors amb la tripulació mostren que sempre ha treballat sola a infermeria.
La Dra. Crusher continua intentant localitzar les persones que desapareixen i troba cada cop més membres de la tripulació que recorda que eren completament desconeguts per a la tripulació o l'ordinador. En un moment donat, un vòrtex apareix a prop de la Dra. Crusher i intenta tirar-la, però ella és capaç d'aferrar-se a un aparell fins que es dissipa; la nau no mostra cap registre de l'aparició del vòrtex quan investiga. Finalment, ningú més que el capità Picard (Patrick Stewart) i ella mateixa romanen a la nau, però Picard creu que la situació és normal. La Dra. Crusher ordena a l'ordinador que doni els signes vitals de Picard pels altaveus de la nau perquè sàpiga que encara hi és, però poc després, fins i tot ell desapareix. Aleshores, el vòrtex reapareix, i una vegada més intenta reclamar Beverly. És volada pel pont, però aconsegueix aferrar-se a la cadira del Tinent Comandant Data (Brent Spiner) fins que el vòrtex desapareix.
En aquest punt, es mostra a l'espectador l' "Enterprise" real, on Wesley havia creat amb èxit la bombolla de curvatura, atrapant-hi accidentalment la seva mare. Amb la bombolla de curvatura col·lapsant-se ràpidament, les pors d'en Wesley fan que el Viatger (Eric Menyuk) aparegui i l'ajudarà a intentar estabilitzar la bombolla. El viatger recomana el retorn de l' "Enterprise" a la base estel·lar, on es va formar la bombolla de curvatura i pot ser més estable.
Dins de la bombolla de curvatura, la Dra. Crusher intenta dirigir l' Enterprise al planeta natal del viatger, però aviat descobreix que la nau no pot establir aquesta destinació, ja que ja no existeix. Més de l'univers que ella coneix desapareix, deixant aviat només l' Enterprise. Ella reconeix que la forma és la de les bombolles de curvatura de Wesley i determina que està atrapada, el vòrtex anterior és el primer intent de la tripulació de l' "Enterprise" per salvar-la. A mesura que la bombolla de curvatura es redueix, esborrant parts de l' Enterprise, corre cap a Enginyeria, el centre de la bombolla de curvatura, i hi troba un vòrtex esperant. Ella salta a l'últim moment, tornant a trobar-se a enginyeria juntament amb Picard, Wesley, Geordi La Forge (LeVar Burton) i el viatger. Abraça el seu fill i obté la confirmació de Picard que la població de l' Enterprise (1.014 en aquell moment, inclòs el seu convidat el Dr. Quaice) és la xifra correcta.

## Repartiment i doblatge al català
La sèrie va ser doblada al català pels estudis Tramontana (primera part) i Soundtrack (segona part) i emesa a TV3 l’any 1991. Els dobladors de l'episodi foren:
| Personatge      | Actor/actriu    | Veu en català         |
| --------------- | --------------- | --------------------- |
| Jean-Luc Picard | Patrick Stewart | Joan Crosas           |
| William Riker   | Jonathan Frakes | Antoni Forteza        |
| Data            | Brent Spinner   | Joaquim Sota          |
| Geordi La Forge | LeVar Burton    | Aleix Estadella       |
| Worf            | Michael Dorn    | Enric Arquimbau       |
| Beverly Crusher | Gates McFadden  | Aurora Garcia         |
| Deanna Troi     | Marina Sirtis   | Victòria Pagès        |
| Wesley Crusher  | Will Wheaton    | Roger Pera            |
| El viatger      | Eric Menyuk     | Albert Socias         |
| Dalen Quaice    | Bill Erwin      | Vicenç Manel Domènech |
| Miles O'Brien   | Colm Meaney     | Xavier Fernández      |

## Producció
El guió es remunta a una idea per a l'episodi "Família". Segons els desitjos de Michael Piller, s'hauria de centrar completament en que Picard superés el trauma després de la seva assimilació pels Borg en l'episodi doble anterior i el retornés a les arrels familiars. Tanmateix, el productor Rick Berman va insistir que l'episodi també havia d'incloure un element de ciència-ficció. Es van discutir algunes idees i després es van rebutjar perquè realment no encaixaven amb l'episodi. Finalment, Berman va abandonar la sol·licitud d'un element de ciència-ficció i el guió de Família es va complementar amb dues subtrames que també giraven al voltant del tema de la família. Una de les idees rebutjades va ser una història en què els membres de la tripulació de l'Enterprise desapareixen. Lee Sheldon finalment va convertir aquesta idea per a una subtrama en un guió per a un episodi complet.
El personatge del viatger, que ja havia aparegut a l'episodi "Allà on no ha estat mai ningú", es va afegir molt tard. L'equip de producció el volia portar a la quarta temporada de totes maneres, i aquesta va ser una bona oportunitat, ja que el final original, en què la misteriosa desaparició de la tripulació va resultar ser només un somni, es va considerar insatisfactori i va haver de ser revisat completament.

## Recepció
Keith DeCandido va valorar l'episodi a tor.com el 2012 com un episodi lleugerament superior a la mitjana de Star Trek: La nova generació, que és entretingut i ni especialment destacat ni especialment dolent. El misteri que envolta la tripulació cada cop més reduïda està ben posat en escena i la frustració creixent de la Dra. Crusher i la incomprensió dels seus col·legues es reprodueix de manera brillant.
Io9 va classificar "Remember Me" com el 78è millor episodi de Star Trek el 2014.
El 2021, Screen Rant va dir que es tractava d'un episodi d' Star Trek que explorava la por a estar sol.

## Mitjans domèstics
"Recorda'm" es va publicar amb la caixa del DVD de la quarta temporada de Star Trek: La nova generació, llançat als Estats Units el 3 de setembre de 2002.

## Veteu també
- "Allà on no ha estat mai ningú", l'episodi de la primera temporada on el viatger es presenta per primera vegada
- "La marca de Gideon", l'episodi de Star Trek (sèrie original) on el Capità James Kirk, sense que ell ho sap, és enviat a una rèplica de l'Enterprise, i creu que està sol.
- "Alteracions", un episodi Stargate SG-1 amb una trama similar
- "I el cel es va obrir", un episodi de La Dimensió Desconeguda amb una trama similar
- The Demolished Man, d'Alfred Bester. Els capítols finals tenen una trama similar